# Джехангир Мирза
Джехангир Мирза (1810—1853) перс. جهانگیر میرزا‎ — персидский принц династии Каджаров, третий сын наследного принца и правителя Азербайджана Аббаса Мирзы, который, в свою очередь, был сыном Фатх-Али Шаха Каджара, второго шаха династии Каджаров. Участник русско-персидской войны 1826-1828 годов.

## Биография
Мать Джехангира Мизы Яр-Мохаммад Бейг происходила из знатного азербайджанско-туркменского рода. Джехангир обучался под строгим контролем отца, наследного принца Аббаса Мирзы.
В 1827 году в рамках русско-персидской войны 1826-1828 годов Джехангир Мирза руководил полками, обороняющими крепости Эривань и Аббас-Абад. В 1830 году он стал официальным наследником престола и в том же году был приглашен Мохаммадом Ханом Зангане для службы в двух недавно сформированных войсках.
Во главе этих войск Джехангир подавил локальные волнения в Урумии, после чего его брат Мостафа Коли Мирза был назначен наместником в этом регионе. После смерти Аббаса Мирзы в 1833 году произошло увеличение преступности на азербайджанских границах. Джехангир Мирза собрал четыре тысячи солдат и двинулся с ними на границу, чтобы восстановить контроль власти в особенно небезопасных районах.
Мирза Абуль Касим Фарахани, визирь при Мохаммад-Шахе, углядел в этом действии подготовку вооруженного переворота. После возвращения из похода Джехангир Мирза отправился в Мияне. Мохаммад-Шах выбрал этот момент, чтобы арестовать брата (Джехангир даже не успел выехать за пределы Тебриза). Мохаммад-Шах отправил Джехангира и трех других братьев в тюрьму в Ардебиль.
После смерти Фатх-Али Шаха, дедушки Джехангира, Абуль Касим Фарахани предложил убить Джехангира как главного претендента на трон, однако Мохаммад-Шах только дал приказ ослепить брата. Позже, после убийства визиря, новый шах немного смягчился и переселил братьев в Туйсеркан, назначив каждому жалованье и построив для каждого небольшое поместье.
После освобождения из тюрьмы Джехангир приступил к углубленному изучению арабского языка и религии. Он перевел с арабского несколько книг, в числе которых «Достопамяности стран и сообщения о рабах Аллаха» ( араб. آثارالبلاد و اخبارالعباد‎ ) Абу Яхья Закарии ибн Мухаммад аль-Казвини.
В 1850 году Насер ад-Дин Шах Каджар назначил Джехангира Мирзу для работы в органы власти. Через два года Джехангир попросил у шаха разрешения уехать в Мекку для совершения хаджа. В дороге ему стало плохо, он вернулся в Тебриз и через несколько месяцев скончался. Джехангира Мирзу похоронили в мавзолее Фатимы Масуме в Куме.
Большую часть жизни Джехангир прожил с женой Дельшад Ханум ( перс.  دلشاد خانم‎ ), в их семье было семь детей — пять сыновей и две дочери. После смерти Джехангира его дети и внуки остались жить в Туйсеркане. По сей день потомки наследного принца живут в фамильном имении. Два исторических дома в Туйсеркане, принадлежавших Джехангиру Мирзе, сейчас находятся в списке культурного наследия Ирана в качестве памятников архитектурного стиля эпохи Каджаров.